# Río Benajarafe
El río Benajarafe es un río del suroeste de la península ibérica, perteneciente a la cuenca hidrográfica del Guadalquivir, que discurre por el noroeste de la provincia de Córdoba (España). 

## Curso
El río Benajarafe nace en Sierra Morena, cerca de las poblaciones de El Alcornocal y Ojuelos Altos, ambas en el término municipal de Fuente Obejuna. Realiza un recorrido en sentido norte-sur a lo largo de unos 37 km a través de los términos de Villanueva del Rey y Espiel hasta su desembocadura en el río Bembézar en el término de Hornachuelos. Durante varios kilómetros dibuja el límite entre los municipios de Fuente Obejuna y Hornachuelos y entre los de Villanueva del Rey y Espiel. 

## Fauna
El río Benajarafe, junto al vecino río Névalo, alberga unas de las comunidades de peces autóctonos más rica de toda la cuenca del Guadalquivir, habiéndose detectado barbo del sur, pardilla, calandino, boga meridional, cacho y colmilleja. También se han detectado dos especies introducidas: percasol y alburno.
La cuenca del Benajarafe fue antaño tierra de lobos, como demuestran algunos topónimos de la zona como el de la dehesa de Los Aullaeros,  donde, según la tradición oral local, aullaban los lobos para reunir a la manada.